# Беблер, Бальбина
Бальбина Беблер (нем. Balbina Bäbler, род. 7 мая 1967, Гларус) — швейцарский археолог, специалист по Северному Причерноморью.

## Образование и карьера
Училась в Бернском и Мюнхенском университетах; окончила курс в 1997 г. Защитила диссертацию на тему «Усердные фракийцы и сильные скифы: негреческое население Афин классического периода и их археологическое наследие» («Fleissige Thrakerinnen und wehrhafte Skythen. Nichtgriechen im klassischen Athen und ihre archaologische Hinterlassenschaft»). 

Как эксперт по археологической хронологии и погребальным культурам является почетным членом (Honorary Fellow) Эксетерского университета.

Работала в университетах Гамбурга и Ганновера, а также — в Гёттингенском университете.
Автор нескольких статей в энциклопедии Neue Pauly.
Супруга Гейнца-Гюнтера Нессельрата.
19 апреля 2013 года Гейнц-Гюнтер Нессельрат и Бальбина Беблер по приглашению кафедры классической филологии МГУ имени М.В. Ломоносова выступили с лекциями о Геродоте.

## Публикации
1. Fleissige Thrakerinnen und wehrhafte Skythen. Nichtgriechen im klassischen Athen und ihre archäologische Hinterlassenschaft, Teubner, Stuttgart-Leipzig 1998 ISBN 3-519-07657-8
2. Die Welt des Sokrates von Konstantinopel. Studien zu Politik, Religion und Kultur im späten 4. und frühen 5. Jh. n. Chr. (Hrsg. mit Heinz-Günther Nesselrath), Saur, München-Leipzig 2001 ISBN 3-598-73003-9
3. Archäologie und Chronologie. Eine Einführung, Wissenschaftliche Buchgesellschaft, Darmstadt 2004 (Einführung Archäologie) ISBN 3-534-15898-9
4. Ars et Verba. Die Kunstbeschreibungen des Kallistratos. Einführung, Text, Übersetzung, Anmerkungen, archäologischer Kommentar (mit Heinz-Günther Nesselrath), Saur, München-Leipzig 2006 ISBN 3-598-73056-X